# Parathelges aniculi
Parathelges aniculi là một loài chân đều trong họ Bopyridae. Loài này được Whitelegge miêu tả khoa học năm 1897.